# مارغريت ويبستر
مارغريت ويبستر (بالإنجليزية: Margaret Webster)‏ هي مخرجة وممثلة أمريكية، ولدت في 15 مارس 1905 في نيويورك في الولايات المتحدة، وتوفيت في 13 نوفمبر 1972 في تشيلمارك في الولايات المتحدة بسبب سرطان.

## وصلات خارجية
- مارغريت ويبستر على موقع IMDb (الإنجليزية)
- مارغريت ويبستر على موقع قاعدة بيانات برودواي على الإنترنت (الإنجليزية)
- مارغريت ويبستر على موقع كينوبويسك (الروسية)